# Serranópolis de Minas
Serranópolis de Minas é um município brasileiro do estado de Minas Gerais.

## Geografia
Segundo IBGE sua população recenseada em 2022 era de 4 399 habitantes. Sua unidade territorial se estende por 551.954 km. Apenas 231 pessoas declaram ter ocupação. Com o Índice de Desenvolvimento Humano Municipal (IDHM) de 0,633.
A economia municipal baseia-se principalmente na agricultura, no cultivo de hortaliças, e na criação de gado, porcos e galinhas. Devido a abundância do leite muitos empreendem na produção de queijo e requeijão que é comercializado no mercado da cidade e em outros municípios.
A Serra do Talhado faz parte do Município de Serranópolis,  é uma área de preservação do Parque Estadual Serra Nova, e abriga várias especies de plantas e animais. O lugar atrai turistas de muitos lugares que buscam descanso e lazer, outros preferem seguir a trilha, numa caminhada revigorante para desbravar novos lugares.
O ponto mais alto do município é de 650 metros, local: ponto central da cidade. 

## Histórico
Não se tem registros exatos de quando foi povoado. Por volta do século XIX chegaram os primeiros moradores, atraidos pelas terras férteis e as águas abundantes do rio Mosquito. Galdino Teixeira de Souza fundador da fazenda Conceição, por isso conhecido como Galdino da Conceição foi um dos mais antigos moradores da região, participou da fundação do povoado Nossa Senhora do Jatobá em 17 de dezembro de 1938, que veio a se tornar Distrito do Jatobá. Devido a quantidade de Jeribazeiros.
Além de Galdino da Conceição outros pioneiros dentre eles  outros pioneiros, como Ananias José Alves, Antônio dos Santos e Oscar Antunes, oriundos de Jacaraci e Condeúba, na Bahia, que vieram a ser, no início do século XX, os principais representantes políticos da região.
A sede do distrito foi transferida para o Povoado de São Joaquim da Porteirinha.
Em 1922 foi efetivava a mudança da sede do distrito de Jatobá para Porteirinha.
O povoado de Jatobá recuperou a condição de sede de distrito em 1936.
Após a emancipação do município de Porteirinha, através do Decreto-Lei nº148, de 17 de dezembro de 1938, o distrito desmembrou-se de Grão Mogol e passou a compor essa nova unidade administrativa. E em 1944 o nome do distrito foi mudado para Serranópolis.
No dia 21 de dezembro de 1995, através da Lei nº12030, com território desmembrado do município de Porteirinha, foi criado o município de Serranópolis fe Minas, instalado a 1 de janeiro de 1996.